# Sistema algebraic computacional
Un sistema algebraic computacional o sistema d'àlgebra computacional (SAC) (CAS, de l'anglès computer algebra system) és un programa d'ordinador o calculadora avançada que facilita el càlcul simbòlic. La principal diferència entre un CAS i una calculadora tradicional és l'habilitat del primer per a treballar amb equacions i fórmules simbòlicament, en lloc de numèricament. És a dir, una expressió com a + b és interpretada sempre com "la suma de dues variables", i no com "la suma de dos nombres" (amb valors assignats).
Un CAS permet automatitzar manipulacions difícils, com per exemple, desenvolupar pel binomi de Newton l'expressió {\displaystyle (x-10)^{500}}.

## Manipulació d'expressions
Normalment s'inclouen els següents tipus de manipulacions:
- Amb expressions simbòliques:
  - Simplificació d'una expressió a la forma més simple o a una forma estàndard.
  - Canvi en la forma de les expressions: expansió de productes i potències, factorització, reescriptura d'un quocient de polinomis com a suma de fraccions parcials, reescriptura de funcions trigonomètriques com a exponencials (i viceversa), etc.
  - Operacions amb matrius incloent productes de matrius, inversa d'una matriu, etc.
  - Resolució d'algunes equacions.
  - Càlcul d'alguns límits de funcions.
  - Càlcul de derivades i derivades parcials.
  - Càlcul d'algunes integrals indefinides, definides i d'algunes transformades integrals.
  - Aproximació de funcions per desenvolupament en sèries de potències.
  - Resolució d'algunes equacions diferencials.

- Amb expressions numèriques:
  - Manipulació exacta de fraccions i radicals.
  - Realització d'operacions amb precisió arbitrària.

- Respecte a la presentació de resultats:
  - Visualitzat de les expressions matemàtiques en una forma bidimensional, utilitzant amb freqüència sistemes de composició similars a TeX.

Un SAC pot tenir limitacions a l'hora de resoldre certes expressions derivades, integrals, antiderivades, límits, quan aquestes tenen alguna ambigüitat o indefinició, o per les mateixes limitacions del sistema. Alguns SAC ofereixen a l'usuari la possibilitat de programar els seus propis algorismes matemàtics i solucionar, en part, tals limitacions. L'estudi d'algorismes aplicables als sistemes algebraics computats es denomina àlgebra computacional.

## Història
Els sistemes d'àlgebra computacional van aparèixer a principis de la dècada dels 70, i van evolucionar a partir de la investigació en intel·ligència artificial, tot i que avui en dia constitueixen camps ben diferenciats. Els primers treballs foren dirigits pel Premi Nobel Martin Veltman, qui dissenyà el 1963 un programa par a matemàtica simbòlica, anomenat Schoonship, especialitzat en Física d'Altes Energies. Els primers sistemes populars foren Reduce i Macsyma. Posteriorment, en els anys 1980 adquirí popularitat Derive.
Avui en dia, una versió copyleft de Macsyma anomenada Maxima és mantinguda activament. Els actuals líders del mercat són Maple i Mathematica; ambdós són utilitzats freqüentment per enginyers, investigadors matemàtics i altres científics. MuPAD i MathCad són altres sistemes comercials. Alguns sistemes algebraics computacionals es concentren en una àrea específica d'aplicació, aquests últims solen ser sistemes lliures desenvolupats per universitats.
El 1987 Hewlett-Packard introduí per primera vegada un SAC en una calculadora amb la HP-28. Posteriorment, el 1995, Texas Instruments va treure al mercat la calculadora TI-92 i més tard la TI-voyage200, que incloïen un SAC avançat basat en el programari Derive.

## Alguns sistemes d'àlgebra computacional
- Macaulay2, un programa lliure per Linux.
- Maple (de Maplesoft), per a Microsoft Windows i Linux.
- Mathematica (de Wolfram) per a Windows.
- Maxima, un programa lliure per a Windows i Linux.
- TI-Nspire (de Texas Instruments) per a Windows i dispositius portàtils (Calculadores).
- Yacas ("Yet Another Computer Algebra System"), un programari lliure per a Linux.
- WIRIS, sistema de càlcul simbòlic en línia.
- SymPy llibreria de Python en codi lliure.